# Norodom Sihanuk
  Norodom Sihanuk  (khmer: នរោត្ដម សីហនុ)  (Phnom Penh, 31 d'octubre de 1922 - Pequín, 15 d'octubre de 2012) fou Rei de Cambodja en dos períodes, del 1941 al 1955 i del 1993 al 2004. Sota diversos càrrecs o títols formals, segons el moment, fou el veritable governant efectiu de Cambodja des del 1953 al 1970. Després de la seva segona abdicació i fins que va morir, li van adjudicar el títol de «Rei-Pare de Cambodja» (en llengua khmer: Preahmâhaviraksat) i va retenir moltes de les seves antigues responsabilitats com a monarca constitucional.
Sihanuk va ostentar tants títols diferents amb funcions de cap d'estat o de cap de govern, que el Llibre Guinness de Rècords l'identifica com el polític que ha tingut més càrrecs de tota la història. Entre aquests títols hi figuren: dos mandats com a Rei de Cambodja, dos com a Príncep Sobirà, un com a President, dos com a Primer ministre, així com el lideratge de diversos governs a l'exili. Fins i tot, va ser el cap d'estat titella sota el règim dels khmers rojos (1975–1976).
Val a dir, però, que molts d'aquests títols foren tan sols honorífics. No obstant això, Sihanuk va ostentar el poder de manera efectiva des del 9 de novembre de 1953, quan Cambodja va assolir la independència de França, fins al 18 de març de 1970, quan fou deposat pel general Lon Nol i l'Assemblea Nacional.